# Zalman Teitelbaum
Zalman Leib (Jekusiel Jehuda) Teitelbaum (1951. december 23. –) rabbi, harmadik szatmári rebbe, Williamsburg székhellyel (egyike a kettészakat szatmári haszid mozgalom két, egymást el nem ismerő vezetőjének). 
A Teitelbaum rabbidinasztia hetedik generációjához tartozik. Teitelbaum Mózes, második szatmári rebbe harmadik fia, az első szatmári rebbe, Joel Teitelbaum unokaöccse, a korábbi besztercei rebbe (Bisnitzer Rebbe) veje. 
Nem összetévesztendő apai nagybátyjával, Jekusiel Jehuda Teitelbaum második szigeti rebbével, illetve azonos nevű ükapjával, Jekusiel Jehuda Teitelbaum, első szigeti rebbével.
A legnagyobb szatmári haszid közösség vezetője Williamsburgben, williamsburgi főrabbi, a Queens-i szatmári haszid jesiva vezetője, számos jelentős szatmári közösség feje (bővebben lásd: az erről szóló fejezetben).
A Newsweek folyóirat 2007-ben a világ tizenötödik legjelentősebb (és legbefolyásosabb) rabbijaként sorolta be saját "ranglistáján".

## Élete és pályája
A hagyományosan elkülönülő szatmári haszid mozgalom saját iskolarendszerében és jesiváiban tanult és hamar nagy elismertségre tett szert a Tóra és a Talmud tanulmányozása terén. Hatalmas tiszteletnek és szeretetnek örvendett mindig a szatmári haszid közösségben, noha az örökösödési sorban csak a harmadik volt, Aaron Teitelbaum, jelenlegi Kiryas Yoel-i szatmári rebbe és Hananjah Yom Tov Lipa Teitelbaum, jelenlegi zentai rebbe után.
Mielőtt rebbejelöltté lépett volna elő, elfoglalva williamsburgi pozícióit, előbb a jeruzsálemi szatmári haszid közösség főrabbija, majd a Boro Park-i "Sziget zsinagóga" főrabbija volt (apja is vezette egykor mindkét közösséget). Ma e két közösség élén fiai állnak.
Rebbe-jelöltté akkor lépett elő, amikor apja, Teitelbaum Mózes (szatmári rebbe) létrehozta számára az addig nem létező rabbiszéket Williamsburgben, ezzel saját közvetlen irányítása helyett neki rendelve alá a legnépesebb szatmári haszid közösséget. Bátyjával, Aaron Teitelbaummal való hosszas viszályuk végül haszid skizmához vezetett, így ma mindketten szatmári rebbeként irányítják a kettészakadt szatmári közösségeket.
Zalman rebbét bölcsességéről, megfontoltságáról híres rebbeként tartja számon a haszidizmus (követői szívesen hasonlítják össze a szerintük túlzottan is harcias, közösségeit diktatórikus módon vezető, autoriter Aaron Teitelbaum rebbével, vezetőjük erényeit hangsúlyozandó).

## Az örökösödési viszály és a haszid skizma
Az 1999-ig nyilvánvalónak tűnő örökösödés kérdése Teitelbaum Mózes rebbe néhány félteérthető nyilatkozata és döntése folytán vitatottá vált, egyre biztosabbnak tűnt az addig elképzelhetetlen szakadás a szatmári haszid közösségben.
Míg más haszid irányzatoknál teljesen természetes, hogy egy rebbét több fia is követ (azaz valamennyien rebbék lesznek), megosztva a gyülekezetet is (Jekusiel Jehuda Halberstam kolozsvári rebbe például végrendeletében maga osztotta meg haszidjait két fia között, akiket egyaránt rebbének jelölt ki), addig a szatmári haszidizmusban ez elképzelhetetlen. A szatmári haszidizmus már szigeti gyökereit tekintve is mindig egyetlen rebbéhez ragaszkodott, aki a teljes irányzat fejeként minden más rabbi fölött áll.
Éppen a funkció fontossága (és a vele járó teljhatalom) miatt azonban időről időre hatalmas küzdelem folyt a rebbeszékért - amely azonban igazi skizmához sosem vezetett.

### Történelmi előzmények: örökösödési harcok a Teitelbaum-dinasztiában
Az örökösödési harcoknak nagy hagyományuk van a szatmári haszidizmus élén álló Teitelbaum rabbidinasztia történetében. Már Teitelbaum Joel rebbe is szembekerült saját unokaöccsével, amikor a szigeti rebbeszékre pályázott. A hagyomány azonban nála is erősebbnek bizonyult. Még anyja, a korábbi rebbecen támogatásával sem lehetett rebbe: a közösség ragaszkodott a korábbi rebbe elsőszülöttjéhez, az akkor csak 11 éves Jehuda Jekusiel Teitelbaumhoz. Joel ezért elhagyta Máramarosszigetet és saját dinasztiát alapított Szatmárnémetiben, amely a Holokauszt után az Egyesült Államokban az egyik legnagyobb haszid irányzattá vált (mintegy százezer követővel), majd újra egyesült a szigeti irányzattal "szatmári haszidizmus" néven, miután Teitelbaum Mózes (az említett Jehuda Jekusiel öccse), aki akkor már - bátyja halála után - szigeti rebbe lett, megörökölte a fiúörökös nélkül elhunyt Joel rebbeszékét. Hasonló torzsalkodások, sőt, ökölharcig elmenő örökösödési viták időről időre megestek a rebbeszékért. Érthető módon minden Teitelbaum-leszármazott álma, hogy a hatalmas, szinte királyi tisztelettel járó rebbe, cádik (csodarabbi) és nagy magid (hitszónok) címeket viselhesse, egy egész közösség életére meghatározó döntvényeket hozhasson, és bevonuljon a Teitelbaum rebbék legendás történetébe.
Hasonló helyzet Teitelbaum Joel halála után is előállt, amikor a megözvegyült rebbecen fordult szembe Teitelbaum Mózessel és követőivel, nem fogadva el a többségi döntést, mely férje örököséül Mózes rebbét jelölte meg. Őt azonban csak egy kis számú szatmári haszid közösség követte, akiket a "rebbecen haszidjai" néven szokás emlegetni. Ők Teitelbaum Mózes halála után újra közeledést mutatnak a szatmári irányzat (egyik) fősodrához, de Aaron rebbe helyett Zalman rebbét ismerik el.
Ilyen előzmények után nem meglepő, hogy a rebbe egyetlen megingása elegendő ahhoz, hogy a rebbeszékért hatalmas küzdelem induljon el fiai között (akiket egyedül a hagyomány köt ahhoz, hogy elfogadják az elsőszülött előjogát - hacsak a rebbe maga nem rendelkezik másként, vagy az elsőszülött mentálisan alkalmatlannak nem bizonyul).

### A Teitelbaum Mózes halála utáni örökösödési harc és haszid skizma
1999-ig egyértelműnek tűnt, hogy a szatmári haszidizmus egységes irányzat marad Mózes rebbe halála után is, amit az elsőszülött Aaron rabbi személyében egyetlen rebbe vezet majd, aki már akkor is a Kiryas Yoel-i közösség élén állt, amivel apja után a második legfontosabb tisztséget töltötte be (a második legnagyobb szatmári közösség élén).
1999 májusában azonban Teitelbaum Mózes rebbe a williamsburgi közösség helyi vezetőjévé emelte harmadik fiát, Zalman rebbét. Ez a tisztség korábban nem létezett, mivel a legnagyobbnak számító williamsburgi közösség élén hagyományosan maga a szatmári rebbe állt (míg örököse a második, második fia a harmadik legnagyobb közösség élén, stb.).
Azzal, hogy Zalman fia számára létrehozta ezt a funkciót, amivel egy számbelileg a Kiryas Joel-belinél jóval nagyobb közösség élére állította (saját közvetlen vezetése helyett!), az addig egyértelmű helyzet egyszerre zavarossá vált. Sokan (főként Zalman williamsburgi követői) úgy értelmezték a helyzetet, hogy ezzel a gesztusával Mózes rebbe Zalmant jelölte ki utódjául, vagy legalábbis úgy döntött, megosztja fiai közt az irányzatot. Ezt Zalman követői egy 2002-es keltezésű nyomtatott nyilatkozattal is alátámasztották, amin egyedül a rebbe aláírása és két tanú kézjegye volt kézzel írva, és amelyben Mózes rebbe a végrendelete megváltoztatásáról dönt, Zalmant jelölve meg örököséül.

### Érvek és ellenérvek
Aaron rabbi követői (az elöljáróság többségével együtt) nem fogadták el hitelesnek az iratot. Mózes rebbe Alzheimer-betegségére és agg korára hivatkoztak. Azzal érveltek, hogy a rebbe talán nem is tudta, mit írt alá, és talmudi és egyéb rabbinikus forrásokra, precedensekre hivatkozva azt állították, hogy egy nyolcvanéves, rossz állapotú rebbe nem változtathatja már meg a végrendeletét, ha pedig megteszi, az nem érvényes. Ez a kérdés számos későbbi per tárgyát képezte (különböző egyházi bíróságok előtt), de nem sikerült mindkét fél számára érvényesnek tekintett döntést hozni egyikben sem. Aaron követői Fridman Mózest, Teitelbaum Mózes rebbe intézőjét, személyi titkárát, gabbai-ját tették felelőssé a kialakult helyzetért, aki valóban kiállt Zalman rabbi és az új, módosított végrendelet betartása mellett (noha arra persze nincsen bizonyíték, hogy a végrendeletet úgy írattatta volna alá Mózes rebbével, hogy ő nem volt tudatában annak, mit is szignál), és többször kritizálta Aaron rabbit, aki szerinte (és Zalman követőinek többsége szerint) diktatórikusan vezette a Kiryas Yoel-i közösséget (illetve azóta a szatmári haszidizmus hozzá tartozó felét), harciasságával, túlzottan is autoriter vezetői stílusával méltatlan elődeihez. Aaron követői csupán a Zalman iránti szimpátiájának tudják be fellépését.
Az irányzat élén álló tíz elöljáró, akik többsége a hagyomány szellemében Aaront támogatta és az egység mellett tört pálcát, hitetlenkedve állt Mózes rebbe döntése előtt. Többségük, akárcsak Aaron követői általában, úgy vélte, hogy ez nem lehet a rebbe valódi akarata. Legendák kaptak szárnyra az idős rebbe befolyásolásáról, időskori megingásáról. Aaron követői az egység mellett álltak ki, míg Zalman követői minimálisan az irányzat megosztását támogatták. A helyzet odáig mérgesedett, hogy még Mózes rebbe temetését is hosszas egyeztetések előzték arról, melyik fiú mennyit és miről beszélhet, hogy botrányba ne fulladjon a végső búcsúvétel a nagy rebbétől.
Zalman rabbi még apja életében elkezdte megfosztani Aaron rabbi híveit a williamsburgi pozícióiktól. A kárvallottak hiába követelték visszaállításukat tisztségeikbe, ahogy Aaron követői is hiába fellebbezték meg Zalman rebbe-jelöltségét. 
Mózes rebbe - betegsége és hamarosan bekövetkező halála folytán - már nem tehetett igazságot, így csak Bét Din dönthetett az ügy kimeneteléről (a világi bíróságok - az egyházak autonómiájára hivatkozva - elutasították a szatmáriak kérelmét, hogy igazságot tegyenek ügyükben). Az örökösök és követőik azonban abban sem tudtak megegyezni, hogy melyik zsidó egyházi törvényszék jogosult dönteni az ügyükben (nyilván mindketten a számukra előnyösebb döntéssel kecsegtető megoldást választották volna). Tíz per fulladt kudarcba, különböző egyházi bíróságokon.
Az irányzat sorsa így megpecsételődni látszik, a szakadás véglegesen beállt.

### Következmények
Zalman és Aaron rebbe egyaránt rebbévé választatta magát. Nagyjából egyforma tömegű közösség élén állnak: Zalman rebbe a legnagyobb (williamsburgi) közösséget, Aaron rebbe pedig a második és harmadik legnagyobb (Kiryas Joel-i és Borough Park-i) közösséget irányítja, számos kisebb szatmári haszid közösség mellett.
Aaron williamsburgi hívei, miután a Zalman által elvett pozícióikat nem kapták vissza, saját zsinagógákat hoztak létre, két régebbi (Aaron irányzatára szállt) nagyzsinagóga mellett.
Mindkettejüknek vannak fiú örököseik, így a szatmári skizma véglegesnek és feloldhatatlannak tűnik.
A szatmári haszidizmus a szakadás következtében sokat vesztett dinamizmusából. Míg Mózes rebbe idején 120 000 fősre duzzadt, és - a második legnagyobb lélekszámú haszid irányzatként - az akkor kétszázezres lubavicsi haszidizmussal azonos fajsúlyú felekezetet alkotott, mára messze elmarad mögötte lélekszámát tekintve mindkét felekezet, noha együttesen még most is százezer körüli zsidóságot tömörítenek, amely azonban nem egyetlen erős, egységes, központosított tömböt alkot többé, hanem két, egymással is folyton háborúskodó kisebb irányzatot.

## Az őt követő közösségek
Zalman rebbe jelenleg irányítása alatt tartja a Boro Park-i Sziget Zsinagógát, a legfontosabb jeruzsálemi zsinagógát (ezeket fiai vezetik), a williamsburgi nagyzsinagógát (ez a szatmári főzsinagóga Brooklynban) és tíz további williamsburgi zsinagógát, egy zsidó vallásos fiúiskolát és egy leányiskolát, melyekben összesen 7 000 gyerek tanul, egy középiskolát 620 tanulóval, és a Queens-i szatmári jesivát. Őt támogatják az irányzatról korábban leszakadt "rebbecen haszidjai" is.

## Örökösei
Zalman rebbének két fia van:
- Haim Tzvi Teitelbaum rabbi, a jeruzsálemi sztmár haszid közösség főrabbija.
- Jákob Dov Ber Teitelbaum rabbi, a Boro Park-i "Sziget zsinagóga" főrabbija.

## Internetes források

### Magyar nyelven
- Szatmári haszidizmus
- Ökölharc a csodarabbi cím utódlásáért Népszabadság Online, 2006. április 27.

### Angol nyelven
- Az All Experts internetes enciklopédia szócikke Zalman rebbéről[halott link]
- What is Satmar Chasidism?
- Ruling Leaves Younger Son in Control of Hasidic Sect
- A Tale of Two Rebbes

## Videófelvételek a rebbéről (Google videó)
- Thousands of Satmar Chasidim dancing at the Wedding of Grand Rabbi Zalmen's son Rabbi Lipa Teitelbaum. In Williamsburg, Brooklyn. 10/22/2006
- First official visit of Rabbi Zalmen Teitelbaum in the Boro Park section of Brooklyn, NY. April 2007,
- Rabbi Zalman Teitelbaum at a major Torah speech at a Tnuam celebration in Brooklyn
- Rabbi Zalman Teitelbaum at the Wedding of the grandchild of the Spinka Rebbe